# معهد بودكر للفيزياء النووية

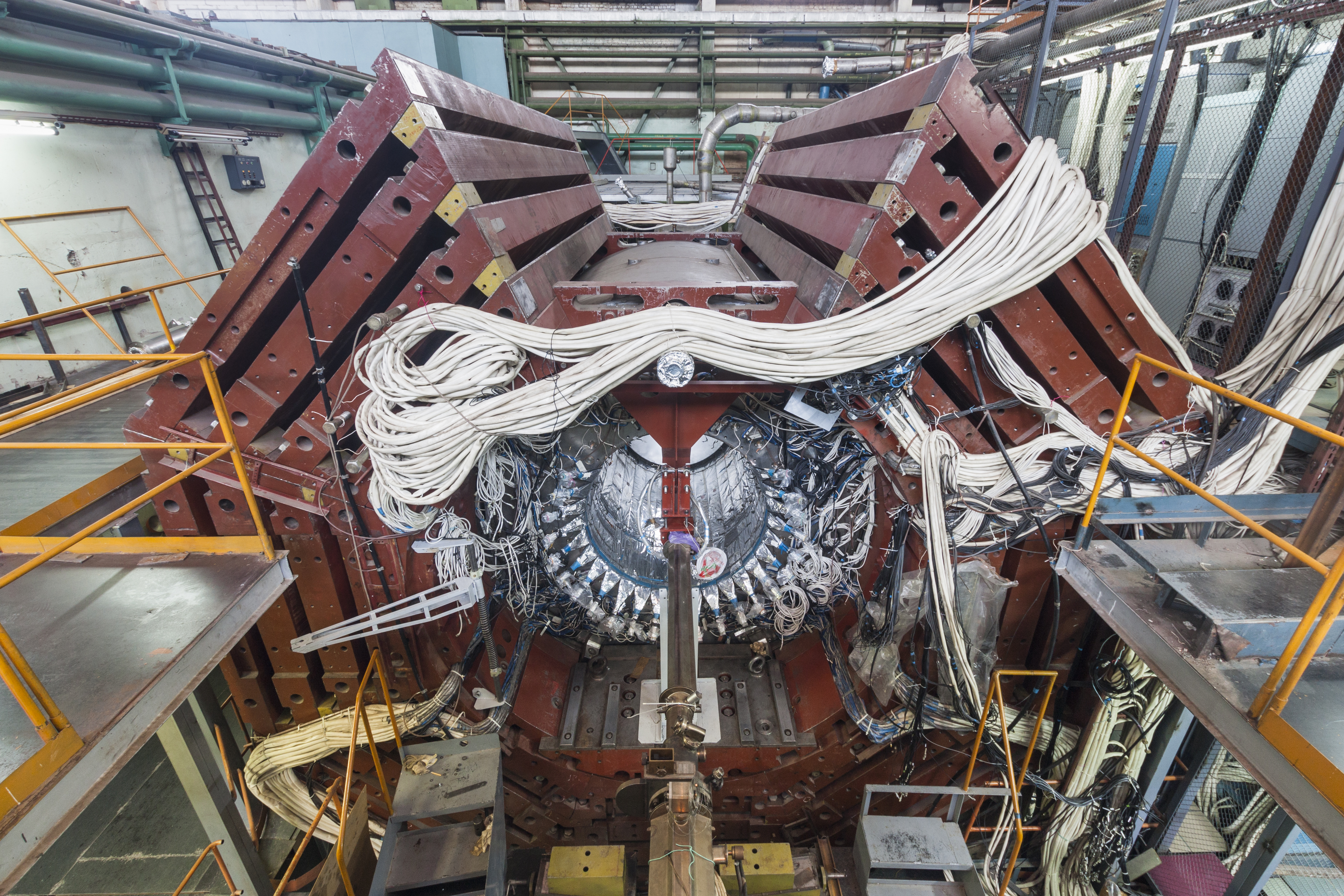
كاشف KEDR في مصادم الإلكترون والبوزيترون VEPP-4M

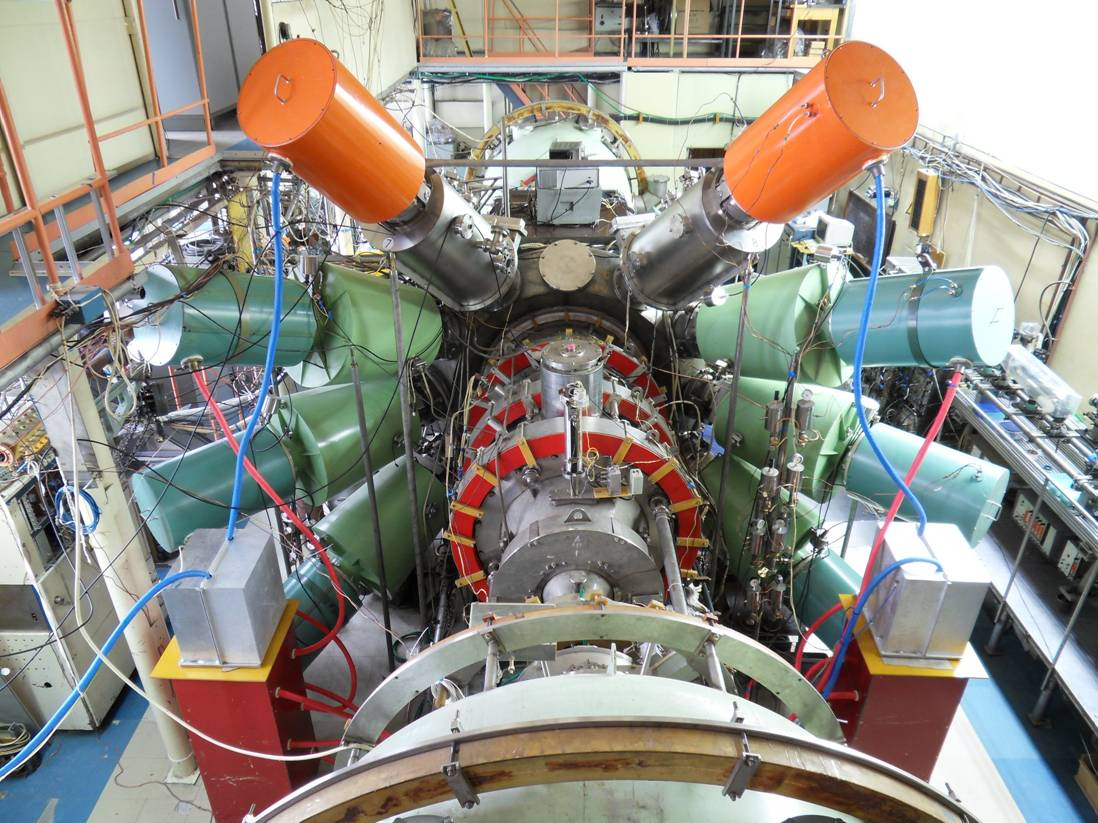
مرفق فيزياء البلازما GDL

يعد معهد بودكر للفيزياء النووية أحد المراكز الرئيسية للدراسات المتقدمة للفيزياء النووية في روسيا . يقع في مدينة أكاديمجورودوك السيبيرية ، في شارع الأكاديمي لافرينتييف. أسس المعهد غيرش بودكر عام 1959. بعد وفاته في عام 1977 ، تم تغيير اسم المعهد تكريما للأكاديمي بودكر.
لم يشارك المركز في العلوم الذرية العسكرية أو المفاعلات النووية — وبدلاً من ذلك ، كان تركيزه على فيزياء الطاقة العالية (خاصة فيزياء البلازما ) وفيزياء الجسيمات. في عام 1961 ، بدأ المعهد في بناء VEP-1 ،   وهو أول مسرع للجسيمات في الاتحاد السوفيتي يصطدم بعزمتين من الجسيمات ، بعد بضعة أشهر فقط من تشغيل مصادم ADA في مختبرات فراسكاتي الوطنية في إيطاليا في فبراير 1961.  يوظف معهد BINP الآن أكثر من 3000 شخص ، ويستضيف العديد من المجموعات والمنشآت البحثية.

## المرافق النشطة
- VEPP-4 - e + e - مصادم لحزمة نطاق الطاقة 2E حتى 12 GeV
  - KEDR - كاشف لفيزياء الجسيمات في VEPP-4
  - ROKK-1 - مرفق لإجراء تجارب باستخدام أشعة جاما المستقطبة عالية الطاقة في VEPP-4
- VEPP-2000 - e + e - مصادم لمدى الطاقة 2E شعاع = 0.4-2.0 GeV
  - SND - كاشف كروي محايد لتجارب فيزياء الجسيمات في VEPP-2000
  - CMD-3 - كاشف مغناطيسي كريوجيني لتجارب فيزياء الجسيمات في VEPP-2000
- تجارب التبريد الإلكتروني
- تجارب فيزياء البلازما
  - GOL3 - فخ بلازما مفتوح طويل
  - GDL - فخ البلازما الديناميكي للغاز
- مركز إشعاع السنكروترون السيبيري
  - NovoFEL - نوفوسيبيرسك فري إلكترون ليزر على أساس 4 أدوار ERL
- BNCT - مصدر نيوتروني قائم على المعجل لتجارب علاج سرطان التقاط البورون النيوتروني

## المشاركة في المشاريع الدولية
من عام 1993 إلى عام 2001 ، ساهم المعهد في بناء مصادم الهادرونات الكبير التابع لـ سيرن ، حيث قدم المعدات بما في ذلك مغناطيسات خط الشعاع.  

## مديرو المعهد
- غيرش بودكر (1959-1977)
- ألكسندر إن سكرينسكي (1977-2015)
- بافيل في لوغاتشوف (2015-)

## قائمة العلماء المرتبطين بهذا المعهد
- أركادي فينشتاين
- يوسف خريبلوفيتش